# Fonte TV
Fonte TV é uma emissora de televisão brasileira sediada em Goiânia, capital do estado de Goiás. Opera no canal 5 (47 UHF digital) e pertence ao Sistema Fonte de Comunicação, que por sua vez é mantida pela Fundação Ministério Comunidade Cristã. Transmite seu sinal para toda a região metropolitana de Goiânia através da TV aberta e por assinatura, além de transmissões para receção por antena parabólica para todo o Brasil e pela internet.
Foi inaugurada originalmente em 25 de dezembro de 2005, ainda como RCC TV, e desde o dia 25 de julho de 2006, passou a ter o nome atual. Entre janeiro e maio de 2006, a então RCC TV servia como uma espécie de retransmissora da STV (atual SescTV).
Sua instalação é considerada polêmica, pelo fato de que o canal estava sendo disputado pela Universidade Federal de Goiás, desde o final dos anos 90, que foi desbancada pela Igreja Apostólica Fonte da Vida, tendo a sua concessão outorgada em 2002, no governo do presidente Fernando Henrique Cardoso. No Senado Federal, houve uma tentativa de cassar a concessão, mas não foi adiante. A UFG posteriormente obteve a concessão do canal 14 UHF, que ficou sem transmitir por algum tempo por falta de recursos, e que desde janeiro de 2010 está funcionando normalmente.

## História

### RCC TV (2005-2006)
A RCC TV entrou no ar em 25 de dezembro de 2005, no dia de domingo, feriado cristão de Natal do nascimento de Jesus Cristo, como uma proposta de transmitir naquele dia, uma programação rica e saudável , regrada pelos princípios cristãos, exclusivamente aos evangélicos, em detrimento à maioria católica na região metropolitana.
Às 14:00h, com direção do radialista e jornalista da Rádio Aliança e FonteFM, Luiz Gama, o  Apóstolo César Augusto apresentou o novo canal e comemorou o sonho nascido em Deus, planejado sobre a palavra que acaba de ser posto em execução. Logo depois, os coordenadores da IAFV, César e a bispa Rúbia de Sousa participaram de entrevista com Mirian Raquel, jornalista da RCC e com [carece de fontes?] convidada especialmente para o debate. Todas as questões levantadas foram respondidas com autoridade, garantindo a transparência na gestão da emissora desde o início.
Em seguida, foi exibido o documentário, contando a história de lutas pela concessão do canal 5, recheado de depoimentos de parlamentares de expressão nacional. Desde Aloísio Mercadante (PT-SP) ao senador Demóstenes Torres, passando por vários congressistas à época da concessão à Fundação Ministério Comunidade Cristã, muitos deles parlamentares pertencentes à bancada evangélica do Congresso Nacional endossaram seu voto favorável.
Após o término do documentário, foram exibidos os clipes musicais, debates e entrevistas com personalidades, revelando a preocupação da RCC em consolidar-se como um canal educativo e democrático, contribuindo para a formação sócio-cultural de seus telespectadores.
Antes de a emissora encerrar as transmissões do dia de Natal, a emissora cristã deu espaço às pregações de culto de domingo à palavra de Deus, por ser dia santo.
Parceria com a STV
Após os primeiros dias de transmissões locais no final de 2005, a RCC firmou parceria com o canal da educação e da cidadania, a SESC TV, mais conhecida como STV, para a exibição de programas e divisão da grade de programação com a STV. A SESC TV só é sintonizada em canais por assinatura e com isso, a RCC de cristão evangélico passou ser TV educativa, já que em Goiânia era sintonizada apenas pelo canal 30 da NET e com a parceria, a RCC exibia programas da STV gratuitamente.
A RCC TV iniciou as transmissões da SESC TV (Rede Sesc-Senac de Televisão) em 1º de janeiro de 2006, com os programas da STV, que tem a missão de educar para a cidadania, que amplia o nível de conhecimento e contribui para o desenvolvimento do indivíduo e da coletividade.
A programação da STV é voltada à qualidade de vida, ao aperfeiçoamento profissional, à elevação da auto-estima, à importância da ética no dia-a-dia, ao apoio a iniciativas sociais e à valorização de manifestações artístico-culturais em todo o Brasil. O princípio de responsabilidade social se mantém nos intervalos da programação, com a veiculação de campanhas sócio-educativas que estimulam o exercício da cidadania.
A programação da SESC TV é transmitida 24 horas diárias e disponível em território nacional via NET, Vivax, DirecTV (extinto), SKY (que comprou e realizou a fusão com a DirecTV), TecSat e por alguns canais que retransmitem o sinal em aberto, que é o caso da DTV e da RCC, além de operadora independente|operadoras independentes de TV a cabo que operam em várias regiões do país.
Entusiasmados com a realização dessa primeira etapa, já primeiros meses de 2006, o presidente da IAFV e a direção da RCC já anunciam novidades, com reforço dos programas locais, com programas infantis de qualidade, uma grade voltada especialmente para as mulheres e até um espaço para o sertanejo de raízes, o Viola, iniciando a segunda etapa da emissora.
Fim da parceria com a STV
Inaugurada em novembro de 1996 como TV Senac São Paulo e no ar desde maio de 1997 como TV Senac, o canal se transformou em STV - Rede SescSenac de Televisão, em janeiro de 2000, tendo ganhado primeira afiliada em Goiás, a parceria entre Sesc e a Senac, que mantinha a STV no ar de bons documentários e algum prestígio, mas de baixa audiência, acaba após quase 6 anos depois, em 4 de maio de 2006.
Segundo a imprensa televisiva brasileira, o motivo pelo fim da parceria, foi que Senac deixou o STV, depois que descobriu na internet, um meio mais eficiente de fazer educação à distância, já que por meio de TV era restrito nas operadoras de TV por assinatura e para ter o canal era feito o pagamento.
Desde dezembro de 2006, o STV não contratava produtoras (quase toda a sua produção é terceirizada) para novos programas, por conta disso, a programação era quase toda de reprise.
Com o fim da parceria entre Sesc e a Senac, a STV no ar desde 2000, deixou de existir, voltando o nome de TV Senac, que a RCC continua a exibir os programas.

### Fonte TV (desde 2006)
Em meados de junho de 2006, a direção da RCC TV decide mudar o nome da emissora, para Fonte TV, que até teve chamadas para nova emissora. Em 25 de julho, seis meses depois da inauguração da RCC TV, a emissora muda para Fonte TV, caracterizando a extinção da emissora e o fim da segunda etapa da emissora, iniciando a era da Fonte TV, nome da emissora em homenagem à Igreja Apostólica Fonte da Vida. Há quem aponte que esta foi uma tentativa de descaracterizar o conteúdo proselitista do canal.
A Fonte TV entrou no ar em 25 de julho de 2006, quando a emissora que antes chamava-se RCC TV (Rede Cristã de Comunicação), passou a chamar Fonte TV, pertencente ao Sistema Fonte da Vida de Comunicação.
Sua instalação é considerada polêmica, pelo fato de que o canal estava sendo disputado pela Universidade Federal de Goiás, desde o final dos anos 90, que foi desbancada pela Igreja Apostólica Fonte da Vida, tendo a sua concessão outorgada em 2002, no governo do presidente Fernando Henrique Cardoso. No Senado Federal, houve uma tentativa de cassar a concessão, mas não foi adiante. A UFG posteriormente obteve a concessão do canal 14 UHF, que chegou a não transmitir ainda por falta de recursos, mas voltou ao ar.
Durante seu início, a programação da Fonte TV era basicamente composta de videoclipes, entrevistas e cultos religiosos.
A emissora desligou seu sinal analógico em junho d 2017, antes dos demais canais locais.

## Programas da FONTE TV
- Gospel Show[2]: Programa variado de clipes evangélicos. As pessoas ligam e enviam e-mail para clipe que querem assistir.
- Minuto da Oração: Programa onde é realizada oração de um minuto.
- Palavra de Fé: Programa diário com varias pregações de diversos pastores da Igreja Apostólica Fonte da Vida, Cesar Augusto, Fabio de Sousa e a Rúbia de Sousa.